# Graylin Warner
Graylin Allen Warner (* 7. September 1962 in Tylertown, Mississippi; † 18. Juli 2025) war ein US-amerikanischer Basketballspieler.

## Laufbahn
Warner, ein zwei Meter messender Flügelspieler, war zwischen 1980 und 1984 Mitglied der Hochschulmannschaft der University of Southwestern Louisiana (später in University of Louisiana at Lafayette umbenannt). In 122 Einsätzen erzielte er im Schnitt 14,4 Punkte sowie 5,6 Rebounds je Begegnung. Mit der Mannschaft erreichte der für seine Vielseitigkeit geschätzte Warner zweimal die NCAA-Endrunde. Beim Draftverfahren der NBA im Jahr 1984 gingen die Rechte an Warner an die Seattle Supersonics, die seinen Namen in der sechsten Auswahlrunde an insgesamt 129. Stelle aufrufen ließen.
Der Sprung in die NBA gelang Warner jedoch nicht, sein erster Halt als Berufsbasketballspieler wurde die US-Liga CBA. Während der Saison 1984/85 spielte er kurz für die Sarasota Stingers, in sechs Einsätzen erzielte er im Schnitt 3,3 Punkte.
Ebenfalls im Spieljahr 1984/85 stand Warner in Diensten des Bundesligisten SSV Hagen in der Basketball-Bundesliga. Im Laufe der Saison gab es Wirbel um Warners Spielberechtigung, da er zuvor in seinem Heimatland während seiner zweimonatigen Sperrfrist als Profi gespielt hatte und damit gegen das Amateurstatut des Deutschen Basketball Bunds verstieß. Bayer Leverkusen legte Einspruch ein, Hagen bekam vier Wertungspunkte abgezogen. In der Saison 1985/86 trug Warner erheblich dazu bei, dass Hagen die Punktrunde als Tabellenzweiter abschloss. Im Bundesliga-Viertelfinale musste er sich mit Hagen dem BSC Saturn Köln beugen.
Warner spielte 1986/87 bei Fabriano Basket in Italien, gefolgt von fünf Spieljahren bei Cholet Basket in Frankreich. Er verbuchte von 1987 bis 1992 für Cholet in jeder Saison einen Punkteschnitt von über 20, sein Höchstwert waren 28,3 Punkte je Begegnung im Spieljahr 1988/89. Insgesamt erzielte er für Cholet 5629 Punkte in 226 Einsätzen. Auf europäischer Ebene sorgte Warner für Aufsehen, als er im Januar 1989 in der Viertelfinal-Gruppenphase des Europapokals der Pokalsieger 45 Punkte gegen Real Madrid erzielte und seine Mannschaft zum Sieg über die Spanier um Drazen Petrovic führte. Nach einem Jahr in Griechenland bei Pagrati Athen ging Warner nach Frankreich zurück und spielte bei ASA Sceaux Basket wieder in der ersten Liga des Landes. Abermals kam er dabei auf einen Punkteschnitt von mehr als 20 je Begegnung. In der Saison 1994/95 pausierte er, anschließend spielte Warner bis 1997 jeweils ein Jahr bei den französischen Zweitligisten Hyères Toulon (1995/96) und Spacer’s de Toulouse (1996/97) sowie zu Beginn der Saison 1997/98 ebenfalls in der zweiten Liga beim Anjou BC in Angers, kehrte aber Ende Oktober 1997 aus familiären Gründen in die Vereinigten Staaten zurück.
Nach der Basketballlaufbahn wurde Warner beruflich als Kraftfahrer tätig, der Sportart blieb er treu und nahm an Spielen einer Altherrenliga in New Orleans teil. Er starb im Juli 2025 nach schwerer Krankheit. Cholet Basket entschied nach Warners Ableben, die von ihm getragene Rückennummer 9 nicht mehr zu vergeben.